# Colonia Seré
Colonia Sere é uma localidade do partido de Carlos Tejedor, da Província de Buenos Aires, na Argentina. Possui uma população estimada em 641 habitantes (INDEC 2001).